# Inglés canadiense

Mapa de Canadá

El inglés canadiense (en inglés; Canadian English) es una variedad del inglés usado en Canadá. Aproximadamente 24 millones de canadienses (77 % de la población) tienen el inglés como lengua materna, y más de 28 millones (86 %) lo hablan fluidamente. La ortografía del inglés canadiense puede ser descrita como una mezcla de inglés estadounidense, británico, francés quebequés y giros canadienses únicos. El vocabulario y la pronunciación canadienses son similares a los estadounidenses.
En 1998 Oxford University Press produjo un diccionario inglés canadiense, después de cinco años de investigación lexicográfica llamado Canadian Oxford Dictionary; una segunda edición se publicó en 2004. Se listaron palabras únicamente canadienses y palabras prestadas de otros idiomas, y ortografías reconocidas, tales como si colour o color fuesen la opción más popular de uso común.

## Historia
El término inglés canadiense es acuñado por primera vez en un discurso del reverendo A. Constable Geikie en un discurso ante el Canadian Institute, en 1857. Geikie, un canadiense de origen escocés, reflejó la actitud anglocéntrica prevaleciente en Canadá por los siguientes cien años cuando se refería a la lengua como un dialecto corrupto, en comparación al inglés propiamente hablado por inmigrantes de Gran Bretaña.
Por supuesto, las lenguas de los pueblos aborígenes canadienses comenzaron a influir en las lenguas europeas usadas en Canadá incluso antes de que se llevara a cabo la extensa colonización, y el francés del Bajo Canadá proporcionó vocabulario al inglés del Alto Canadá.

## Ortografía y pronunciación
Junto a la variedad estadounidense, el inglés canadiense, y especialmente el estándar, suelen agruparse bajo la definición de inglés norteamericano. Si bien, a diferencia de su contraparte estadounidense, en Canadá se hace un uso prioritario de la ortografía británica, con unas cuantas excepciones. Por otra parte, la pronunciación canadiense es muy similar a la estadounidense. 

### Semejanzas con la modalidad británica
- Las palabras terminadas en -our y sus derivadas, pero siempre pronunciadas /ɚ/ (/əɹ/, diciendo claramente el sonido /ɹ/), a diferencia de la variedad británica. Como tumour, armour, armoured, armoury; endeavour; labour, labourer; vigour; splendour, colour, colourful, colourless; succour; favour, favourite; harbour, harbours; neighbour, neighbours, neighbourhood; behaviour, behavioural; y honour, honours, honouring, honoured, honourable, entre muchas otras. En la ortografía estadounidense, -or. EXCEPCIONES: Las palabras factor, glamour y velour, que se escribe así en cualquier ortografía del inglés. También las palabras hour y devour, por su pronunciación diferente (/'aʊɚ/ y /dʲɪˈvaʊ̯ɚ/, respectivamente). Casos particulares son las palabras honorary y honorific; valorize, glamorize y vaporize (escritas estas últimas dos palabras de esta misma manera en la variedad estadounidense, a diferencia de la modalidad más común valorise, glamorise y vaporise), glamorous, vigorous y humorous, que se escriben así en cualquier ortografía del inglés. Esto también aplica para palabras como survivor, emperor, metaphor, donor, investigator, mayor, sponsor, perpetrator, fornicator, warrior, chancellor, terror, governor, minor, juror, tenor, superior, competitor, mediator, censor, surveyor, precursor, horror, director, investor, prospector, anchor, traitor, vendor, respirator, entre otros sustantivos derivados de verbos. Unas excepciones para este último caso son las palabras saviour y misdemeanour. Solamente en la ortografía estadounidense se escriben savior y misdemeanor.

- Las palabras terminadas en -re, pero siempre pronunciadas /ɚ/ (/əɹ/, diciendo claramente el sonido /ɹ/), a diferencia de la variedad británica. Como centre, spectre, metre, lustre, sabre, ochre, mitre, theatre, louvre, sombre, meagre, calibre, reconnoitre, macabre, litre, sceptre y fibre. También aplica para el verbo centre y sus conjugaciones (centres, centred, centring). En inglés estadounidense, -er. EXCEPCIONES: water, traveller, yodeller, jeweller, (escritas traveler, yodeler y jeweler solamente en la modalidad estadounidense), organizer (también escrita de esta manera en la variedad estadounidense, comparada con la modalidad más común organiser), manner, dexter, seducer, copper, pollster, defender, order, amber, supporter, fever, never, ever, under, over, carpenter, assembler, minister, tender, commissioner, oyster, number, dissenter, subscriber, filter, monster, temper, chapter, powder, enter, offer, tiger, spider, bewilder, member, cylinder, sober, letter, proper, sinister, disaster, cancer, neither, either, salamander, lavender, y los meses September, October, November y December se escriben así en todas las variaciones ortográficas del inglés. También aplica para los adjetivos conjugados en forma comparativa (taller, younger, hotter, luckier, etc., incluyendo la conjugación irregular better).

- Las palabras terminadas en -ogue. Como catalogue, monologue, epilogue, demagogue, prologue, analogue, travelogue y dialogue. (Cuando se refiere al término técnico, se escribe analog en cualquier ortografía.) También aplica para el verbo catalogue y sus conjugaciones (catalogues, catalogued, cataloguing; y el sustantivo derivado cataloguer).En la estadounidense, el sufijo más comúnmente utilizado es -og.
- Los verbos en infinitivo de dos sílabas y cuyas últimas letras son: Una consonante + Una vocal + L; se escriben con esta consonante doble en gerundio, en pasado simple y en participio (en el caso de los verbos regulares) y en sustantivos derivados, sin importar que el acento de la palabra no se encuentre en la última sílaba. Como duelling, duelled, duellist; cancelling, cancelled; traveller, travelling, travelled; counselling, counselled, counsellor. entre otras conjugaciones de otros verbos. (Las formas de estos verbos en infinitivo, e indicada la sílaba tónica en cada uno, son duel, cancel, travel, counsel.) Casos similares son model, channel, signal, level, pencil, grovel, swivel, dial, tunnel, revel, funnel, spiral, yodel, quarrel, trammel, pedal, chisel, squirrel, parcel, weasel, label, gruel, equal, shrivel, fuel, marshal, carol, pummel, total, barrel, snorkel, libel, marvel. En la ortografía estadounidense: -ling, -led, -list, -lor, con una sola L, por no estar la sílaba tónica en la última. EXCEPCIONES: La palabra cancellation, que se escribe así inclusive en la ortografía estadounidense, por contener dos sílabas después de la palabra original (cancel). Por otro lado, las conjugaciones failing y failed, porque la palabra original (fail) consta de una sola sílaba. Otros casos particulares son las palabras controlling, controlled y controller; excelling y excelled; repelling y repelled; compelling y compelled; o patrolling y patrolled, que se escriben con dos L inclusive en inglés estadounidense, por estar el acento de todas estas palabras localizado en la última sílaba en las palabras originales: control, excel, repel, compel y patrol. Otros verbos que llevan el acento en la última sílaba son prefer, corral, forget, rebel, begin, rappel, transfer, admit, infer, regret, omit y deter, entre otros, por lo que la última consonante también se escribe doble al conjugarlos en gerundio y en pasado simple o participio (en caso de ser regulares, en estos dos últimos casos).
- La regla anteriormente explicada también aplica para adjetivos comparativos y superlativos cuya última letra es L, como crueller (than) y (the) cruellest. El adjetivo original, e indicada la sílaba tónica, es cruel. En la ortografía estadounidense, esas palabras se escriben con una sola L, por el motivo explicado en el caso anterior. El adjetivo marvellous es otro ejemplo similar, derivado del verbo marvel (indicada la sílaba tónica en el verbo con negrita).
- La explicación anterior también aplica para worshipping, worshipped; kidnapping, kidnapped; y programming, programmed. En la ortografía estadounidense, esas consonantes no se escriben doblemente. Los verbos en infinitivo, con la sílaba acentuada indicada, son worship, kidnap; y programme en inglés canadiense y program en el estadounidense.
- Los verbos que terminan en una sola L, como enrol, distil, instil, fulfil, extol, appal, instal y enthral, entre otros. En la ortografía estadounidense: enroll, distill, instill, fulfill, extoll, appall, install y enthrall. Todos estos verbos, al conjugarse en pasado, gerundio y participio, se escriben con doble L en todas las modalidades del inglés (enrolling, enrolled, etc.) En el caso de la tercera persona del singular en presente simple (she, he o it), se escribe según la modalidad (enrols en el inglés británico, el canadiense y los demás países de habla inglesa; enrolls en la variedad estadounidense). El mismo criterio aplica para sustantivos derivados de estos verbos (enrolment en las ortografías británica, canadiense y demás países de habla inglesa; enrollment en la ortografía estadounidense). EXCEPCIONES: Los verbos control y patrol, que se escriben con una sola L incluso en la modalidad estadounidense.
- Los verbos practise (practicar) y license (licenciar, autorizar) y los sustantivos practice (práctica) y licence (licencia) se escriben de manera distinta. En inglés estadounidense, tanto los verbos como los sustantivos se escriben practice y license, exactamente de la misma forma en ambos casos. Caso similar son las palabras cheque (sustantivo) y check (verbo). En la ortografía estadounidense, ambos casos se escriben check. Otras diferencias de ortografía particulares: Las palabras defence, pretence y offence. En el estadounidense, estas tres palabras se escriben con S en vez de C. (Se escribe defense y offense en cualquier ortografía del inglés cuando el contexto es deportivo.) Por otro lado, los adjetivos offensive y defensive y el sustantivo pretension, derivados de las anteriormente mencionadas, se escriben con S en cualquier variedad del inglés. EXCEPCIÓN: El sustantivo advice, pronunciado /əð'vaɪs/ y el verbo advise, que se pronuncia /əð'va:ɪz/, se escriben de forma distinta en cualquier modalidad del inglés por la pronunciación diferente de estas dos palabras.
- En cuanto a la pronunciación, las palabras new, lieutenant, either, sorry, bilingual y neither se dicen en esta variedad del inglés de la manera británica: /'nju:/, /lʲɛfˈtʲɛnəntʲ/, /ˈɑɪ̯ðɚ/, /ˈsɔɹi/, /bɑɪ̯ˈlʲɪŋgjʊəɫ̩/, /ˈnɑɪ̯ðɚ/; pero diciendo claramente las R antes de otra consonante o al final de palabra, a diferencia de la modalidad británica. Pronunciación estadounidense de estas palabras: /'nu:/, /lʲʊˈtʲɛnəntʲ/, /ˈi:ðɚ/, /ˈsɑ:ɹi/, /bɑɪ̯ˈlʲɪŋgʊəɫ̩/, /ˈni:ðɚ/. También se aplica la pronunciación británica en el sufijo -ization /-ˌɑɪ̯ˈzɛɪ̯ʃən/ (organization (también sucediendo en la palabra organizational), civilization, visualization, authorization, optimization, legalization, etc.) en vez de la pronunciación estadounidense /-əˈzɛɪ̯ʃən/, pero escritos con Z, como la modalidad de sus vecinos al sur.

| Británica, canadiense y demás lugares de habla inglesa                                                             | Estadounidense                                               |
| --- | ------------------------------------------------------------ |
| adviser | advisor                                                      |
| aeon, aesthetic | eon, esthetic                                                |
| amoeba | ameba                                                        |
| archaeology, archaeologist, archaeological                                                                         | archeology, archeologist, archeological                      |
| autumn | fall                                                         |
| axe | ax                                                           |
| by-product | byproduct                                                    |
| cheque (sustantivo)                                                                                                | check                                                        |
| co-author | coauthor                                                     |
| councillor, counsellor                                                                                             | councilor, counselor                                         |
| counter-attack | counterattack                                                |
| dependant (sustantivo), dependent (adjetivo)                                                                       | dependent                                                    |
| disc | disk                                                         |
| (Refiriendo al uso general de estas palabras. Siempre se escribe disc para grabaciones; y disk para computadoras.) |                                                              |
| doughnut | donut                                                        |
| exclamation mark !                                                                                                 | exclamation point !                                          |
| gauge | gage                                                         |
| grey | gray                                                         |
| hireable, likeable, nameable, rateable, saleable, sizeable                                                         | hirable, likable, namable, ratable, salable, sizable         |
| holiday | vacation                                                     |
| jewellery, jeweller (ortografía preferible en la variedad canadiense)                                              | jewelry, jeweler (también válida en la modalidad canadiense) |
| leukaemia | leukemia                                                     |
| lieutenant /lʲɛfˈtʲɛnəntʲ/                                                                                         | lieutenant /lʲʊˈtʲɛnəntʲ/                                    |
| luggage | baggage                                                      |
| manoeuvre | maneuver                                                     |
| marvellous | marvelous                                                    |
| medallist, panellist                                                                                               | medalist, panelist                                           |
| mollusc | mollusk                                                      |
| mould | mold                                                         |
| moustache | mustache                                                     |
| nonplussed | nonplused                                                    |
| omelette | omelet                                                       |
| paean | pean                                                         |
| per cent, per-cent                                                                                                 | percent                                                      |
| pre-eminent, pre-empt, pre-exist, pre-war                                                                          | preeminent, preempt, preexist, prewar                        |
| pyjamas | pajamas                                                      |
| queueing | queuing                                                      |
| racquet | racket                                                       |
| railway | railroad                                                     |
| re-educate, re-elect, re-enter, re-examine                                                                         | reeducate, reelect, reenter, reexamine                       |
| smoulder | smolder                                                      |
| storey, understorey                                                                                                | story, understory                                            |
| sulphate, sulphur                                                                                                  | sulfate, sulfur                                              |
| tights | pantyhose                                                    |
| tonne | ton                                                          |
| tranquillity | tranquility                                                  |
| vice | vise                                                         |
| wilful | willful                                                      |
| woollen | woolen                                                       |
| zed Z | zee Z                                                        |

### Semejanzas con la modalidad estadounidense
- Hay ocasiones en que se omite la letra E en la escritura al final de sílaba, siendo incluida en la ortografía británica. EJEMPLOS: abridgment, program, acknoledgment, ton, judgment, gram, annex, entre otras. En la ortografía británica: abridgement, programme, acknoledgement, tonne, judgement, gramme, annexe.
- Algunos verbos son clasificados como regulares. EJEMPLOS: leaped, dwelled, spelled, leaned, kneeled, spoiled, dreamed, misspelled, learned, burned, entre otros casos. En las demás variedades, incluyendo la británica, se escriben leapt, dwelt, spelt, leant, knelt, spoilt, dreamt, misspelt, learnt, burnt, por lo que se clasifican como irregulares.
- Hay dos conjugaciones posibles en participio para el verbo get. En caso de enfatizar el proceso de obtener algo, la palabra es gotten. EJEMPLO: He has gotten a raise, o He's gotten a raise. Si se refiere a posesión, la conjugación a usar es got. EJEMPLO: I have got a job, o más comúnmente I've got a job. En las demás modalidades de este idioma, solo se usa got para ambos contextos.

- Las fechas se expresan predominantemente en el formato mes-día. EJEMPLO: July 1 o July 1st. El formato más comúnmente utilizado en los demás países de habla inglesa es día-mes.

- Otra semejanza con el inglés de sus vecinos al sur es añadir punto en cualquier abreviatura. EJEMPLOS: a.m., p.m., Mr., Mrs., Ms., St., Ave., Dr., entre otras. Este signo se omite en la ortografía británica. Por cierto, al punto final en un enunciado o el usado en una abreviatura se le llama period, a diferencia del nombre británico full stop.
- Se utilizan los sufijos -ize y -yze, pronunciados /a:ɪz/, en verbos, sus conjugaciones y en palabras derivadas de estos. Como organize y sus derivadas organization, organizational, organizes, organized, organizing y organizer; analyze, paralyze, catalyze; amorthize, amorthization, visualize, visualization; socialize, appetizer, legalize; immunize, immunization; criticize; authorize, authorization; emphasize, summarize, recognize, recognizing, recognized, recognizable, recognizably, optimize y optimization, entre muchas otras. En la ortografía británica, todas estas palabras se escriben con S, en vez de Z (-ise, -yse y sus derivados). EXCEPCIONES: Las palabras exercise, surmise, compromise, revise, chastise, enterprise, supervise, disguise, circumcise, improvise, devise, advertise, surprise, expertise, televise, comprise, que se escriben así en cualquier ortografía del inglés. También la excepción aplica para las palabras raise y promise, por su pronunciación diferente: /ɹɛ:ɪz/ y /ˈpɹɑ:məs/, respectivamente.Otra excepción aplica en las palabras price (sustantivo que significa "precio", pronunciado /pɹaɪs/) y prize (sustantivo cuyo significado es "premio", o verbo que se traduce a nuestro idioma como "apreciar" o "estimar", pronunciado /pɹa:ɪz/).
- Se usa la preposición on al referirse a días de la semana o festividades. EJEMPLOS: on weekends, on Christmas. En la variedad original, la británica, la preposición que se utiliza en estos casos es at.
- Respecto a la pronunciación, es rótica. Es decir, la letra R se pronuncia claramente en cualquier posición (representada /ɚ/ al final de sílaba). EJEMPLOS: La palabra water se dice /'wɑ:ɹɚ/ (əɹ), la manera como los canadienses pronuncian third es /'θɝdʲ/ (ɜɹ), order se pronuncia /'ɔɚðɚ/ (ɔɹ) en esta variedad, al igual que harbour /ˈhɑ:ɚbɚ/ (ɑɑɹ), y la manera en que dicen architect  es /'ɑ:ɚkɪˌtʲɛktʲ/. EXCEPCIONES: Las palabras comfortable /ˈkʌmftʲəbɫ̩/ y comfortably /ˈkʌmftʲəblʲi/, en que las letras en negrita no se pronuncian. Pronunciación británica: /'wɔ:tʲə/, /'θɜ:dʲ/, /'ɔ:ðə/, /ˈhɑ:bə/, /'ɑ:kɪˌtʲɛktʲ/. Esta pronunciación clara de la R también se aplica en otras variedades de este idioma, como en el habla de Estados Unidos, los territorios de habla inglesa en el mar Caribe, India, Pakistán, Filipinas, Escocia e Irlanda (tanto la República como Irlanda del Norte). En las versiones de Inglaterra, Gales, Trinidad y Tobago, Australia, Nueva Zelanda, Sudáfrica, Nigeria, Malasia y Singapur, entre otras; solo se pronuncia la R si el sonido siguiente es vocal.
- Al igual que el inglés estadounidense, las letras T y D (sin importar si son una o dos) se pronuncian /ɹ/ o /ð/ si estas letras se encuentran entre dos sonidos vocales y en sílaba no acentuada (flap T). EJEMPLOS: better se pronuncia /'bɛɹɚ/, attitude se dice /ˈæɹɪˌtʲu:dʲ/, la manera de decir potato en esta modalidad del inglés es /pə'tʲeɪ̯ɹoʊ/ o la de daddy es /'dʲæɹi/. Esta pronunciación particular de T y D también aplica en el habla de Nueva Zelanda y Australia, y se está volviendo muy común en la pronunciación estándar de este idioma.
- A diferencia de la variedad británica, en que se pronuncia /ɪ/; se usa el sonido /ə/ en sílabas átonas. EJEMPLOS: emotion /ə'moʊ̯ʃən̩/, roses /'ɹoʊ̯zəz/, behind /bə'ha:ɪndʲ/, united /jʊ̯'naɪɾədʲ/, he dances /'hi: 'dʲænsəz/. En la variedad británica: /ɪ'məʊ̯ʃən̩/, /'ɹoʊ̯zɪz/, /bɪ'ha:ɪndʲ/, /jʊ̯'naɪtʲɪdʲ/, /'hi: 'dʲɑːnsɪz/.
- Hay muchas ocasiones en que la letra O se pronuncia /ɑː/ (sonido A extendido) en esta variedad del inglés. En la pronunciación original, la británica, es /ɒ/ (sonido parecido a A, pero con los labios ligeramente redondeados). EJEMPLOS: not /'nɑːtʲ/, doctor /'dʲɑːktʲɚ/ (pronunciando la R), option /ˈɑ:pʃən̩/, god /ˈgɑːdʲ/, goddess /ˈgɑ:ðɛs/. En inglés británico: /'nɒtʲ/, /dʲɒktʲə/, /ˈɒpʃən̩/, /ˈgɒdʲ/, /ˈgɒðɛs/. Por otro lado, en otras ocasiones, esta misma letra se pronuncia OU (con el sonido O claramente dicho), a diferencia de la pronunciación británica, en que el sonido O no se dice tan claramente. EJEMPLOS: know, no /ˈnoʊ̯/ (para ambas palabras), ocean /ˈoʊ̯ʃən̩/, home /ˈho:ʊ̯m/, road /ˈɹo:ʊ̯dʲ/, close /ˈklʲoʊ̯s/ (adjetivo) /ˈklʲo:ʊ̯z/ (verbo). En la pronunciación británica, /ˈnəʊ̯/ (para ambas palabras), /ˈəʊ̯ʃən̩/, /ˈhə:ʊ̯m/, /ˈɹə:ʊ̯dʲ/, /ˈklʲəʊ̯s/ (adjetivo) /ˈklʲə:ʊ̯z/ (verbo)
- Algunas palabras que llevan la combinación ARR se pronuncian /ɛɚ/, mientras que en la modalidad británica se pronuncia /æɚ/. EJEMPLOS: carry, marry y carrot se pronuncian /ˈkɛɹi/, /ˈmɛɹi/ y /ˈkɛɹətʲ/, comparadas con la pronunciación británica /ˈkæɹi/, /ˈmæɹi/ y /ˈkæɹətʲ/.
- A diferencia de la pronunciación británica, el sonido /j/ (I consonántica) no se pronuncia antes de U larga si la consonante en la misma sílaba es coronal. EJEMPLOS: tumour /ˈtʲu:mɚ/, duel /ˈdʲu:əɫ̩/, suit /'su:tʲ/, pseudonym /ˈsuːdənɪm/, enthusiasm /ɛn'θu:zɪˌæzəm/, peninsula /pəˈnɪnsəlʲə/, Tuesday /'tʲu:ˌzdʲeɪ/, pursue /pɚ'su:/, dew /'dʲu:/, student /'stʲu:ðəntʲ/, lute /'lʲu:tʲ/, presume /pɹɪˈzu:m/, seducer /səˈdʲu:sɚ/. En la pronunciación británica: /ˈtʲju:mə/, /ˈdʲju:əɫ̩/, /'sju:tʲ/, /ˈsjuːdənɪm/, /ɛn'θjzɪˌæzəm/, /pəˈnɪnsjəlʲə/, /'tʲju:ˌzdʲeɪ/, /pə'sju:/. /'dʲju:/, /'stʲju:ðəntʲ/, /'lʲju:tʲ/, /pɹɪˈzju:m/, /səˈdʲju:sə/, diciendo claramente la I consonántica. Esta pronunciación particular también aplica para los verbos terminados en -duce. EJEMPLOS: reduce, produce, deduce, introduce. Pronunciación canadiense y estadounidense: /ɹəˈdʲu:s/, /pɹəˈdʲu:s/, /dʲəˈdʲu:s/, /ˌɪntʲɹəˈdʲu:s/. Pronunciación británica: /ɹɪˈdʲju:s/, /pɹəˈdʲju:s/, /dʲɪˈdʲju:s/, /ˌɪntʲɹəˈdʲju:s/.
- Otra particularidad del inglés norteamericano es pronunciar las vocales en los sufijos -berry, -mony, -bury, -ary, -ery u -ory, hecho que no sucede en la pronunciación británica.

| Palabras | Pronunciación norteamericana (canadiense y estadounidense)         | Pronunciación británica, irlandesa, australiana, neozelandesa, etc. |
| --- | ------------------------------------------------------------------ | ------------------------------------------------------------------- |
| vocabulary, blackberry, stationary, stationery, dromedary, veterinary, temporary, military, cemetery, secretary, etc. | Las letras A o E en negrita se pronuncian claramente como E /ɛɹi/. | Las letras A o E en negrita no se pronuncian.                       |
| territory, mandatory, inflammatory, obligatory. purgatory, inventory, etc.                                            | Las letras O en negrita se pronuncian claramente como O /ɔɹi/.     | Las letras O en negrita no se pronuncian.                           |

En las modalidades norteamericanas se forman cuatro sílabas por estas vocales que sí se pronuncian y dos sílabas acentuadas (excepto en palabras como blackberry, strawberry, gooseberry, blueberry, cranberry y mulberry, que contienen tres sílabas; e inflammatory y veterinary, que contienen cinco sílabas). 
También aplica en palabras como elementary, contemporary y hurricane. Pronunciación norteamericana (canadiense y estadounidense): /ˌɛlʲəˈmɛntʲəɹi/, /kʰənˈtʲɛmpəˌɹɛɹi/, /ˈhɚɹəˌkeɪ̯n/. Pronunciación británica: /ˌɛlʲɪˈmɛntʲɹi/, /kʰənˈtʲɛmpəɹi/, /ˈhʌɹəkən/.
- También es muy común en esta variedad no pronunciar la T en las combinaciones NT, FT y RT si están en dos sílabas separadas y la segunda es átona (glottal T). Aunque pronunciar la T en las combinaciones NT y FT no se considera del todo un error. EJEMPLOS: mountain /ˈmaʊ̯ˀn/, party /ˈpaɹi/, centre /ˈsɛnɚ/, thirty /ˈθɚi/, often /ˈɑ:fən̩/. Esta regla no aplica en palabras como anticipate o articulate, por estar las T en una sílaba tónica separada de la N o de la R: /ænˈtʲɪsəˌpeɪ̯tʲ/, /ɑɚˈtʲɪkjəlʲətʲ/ (adjetivo), /ɑɚˈtʲɪkjəˌlʲeɪ̯tʲ/ (verbo). Casos similares son las palabras into, entry o antique.

| Canadiense y estadounidense                           | Británica y demás lugares de habla inglesa                   |
| ----------------------------------------------------- | ------------------------------------------------------------ |
| airplane                                              | aeroplane                                                    |
| aging                                                 | ageing                                                       |
| aluminum /ə'lʲu:mɪnəm/                                | aluminium /ˌælʲjʊ'mɪniəm/                                    |
| anemia, anemic                                        | anaemia, anaemic                                             |
| anesthesia, anesthetic                                | anaesthesia, anaesthetic                                     |
| apartment                                             | flat                                                         |
| bandana                                               | bandanna                                                     |
| behoove                                               | behove                                                       |
| cab (más comúnmente utilizado)                        | taxi (también posible en las dos variedades norteamericanas) |
| call (por teléfono)                                   | ring                                                         |
| candy                                                 | sweet                                                        |
| carburetor                                            | carburettor                                                  |
| centennial                                            | centenary                                                    |
| cesarean                                              | caesarean                                                    |
| chili                                                 | chilli                                                       |
| cozy, cozier (than), (the) coziest, cozily, coziness  | cosy, cosier (than), (the) cosiest, cosily, cosiness         |
| curb                                                  | kerb                                                         |
| diaper                                                | nappy                                                        |
| diarrhea, gonorrhea                                   | diarrhoea, gonorrhoea                                        |
| draft, draftsman                                      | draught (cuando significa «corriente de aire»), draughtsman  |
| edema, esophagus, estrogen                            | oedema, oesophagus, oestrogen                                |
| elevator                                              | lift                                                         |
| encyclopedia                                          | encyclopaedia                                                |
| feces                                                 | faeces                                                       |
| fetus                                                 | foetus                                                       |
| flutist                                               | flautist                                                     |
| freeway, highway                                      | motorway                                                     |
| garbage, trash                                        | rubbish                                                      |
| gasoline                                              | petrol                                                       |
| gynecology, gynecological, gynecologist               | gynaecology, gynaecological, gynaecologist                   |
| hematologist, hemoglobin, hemorrhage, homeopathy      | haematologist, haemoglobin, haemorrhage, homoeopathy         |
| hauler                                                | haulier                                                      |
| heme                                                  | haem                                                         |
| hiccup                                                | hiccough                                                     |
| ladybug                                               | ladybird                                                     |
| licorice                                              | liquorice                                                    |
| line (fila, cola)                                     | queue                                                        |
| medieval /ˌmi:ðɪˈi:vəɫ/                               | mediaeval /ˌmɛðɪˈi:vəɫ/                                      |
| parking lot                                           | car park                                                     |
| pediatrics, pediatrician                              | paediatrics, paediatrician                                   |
| peddler                                               | pedlar                                                       |
| period (El punto al final de enunciado o abreviatura) | full stop                                                    |
| plow                                                  | plough                                                       |
| power outage                                          | power cut                                                    |
| raccoon                                               | racoon                                                       |
| routing                                               | routeing                                                     |
| schedule                                              | timetable                                                    |
| sidewalk                                              | pavement                                                     |
| skepticism, skeptic, skeptical                        | scepticism, sceptic, sceptical                               |
| soccer                                                | football                                                     |
| specialty                                             | speciality                                                   |
| subway                                                | underground                                                  |
| takeout                                               | takeaway                                                     |
| toward                                                | towards                                                      |
| tire                                                  | tyre                                                         |
| truck                                                 | lorry                                                        |
| trunk (en carros)                                     | boot                                                         |
| yogurt                                                | yoghurt                                                      |

| Inglés británico                                 | Inglés canadiense                                | Inglés estadounidense                        |
| ------------------------------------------------ | ------------------------------------------------ | -------------------------------------------- |
| anaesthesise, colourise, tranquillise, vapourise | anaesthesize, colourize, tranquillize, vapourize | anesthesize, colorize, tranquilize, vaporize |
| bill (al pagar por un servicio)                  | cheque / bill                                    | check                                        |
| city centre                                      | city centre / downtown                           | downtown                                     |
| fire station                                     | fire hall                                        | firehouse / fire station                     |
| fizzy drink                                      | pop                                              | soda                                         |
| knitted hat                                      | tuque                                            | beanie                                       |
| pavement                                         | pavement / sidewalk                              | sidewalk                                     |
| petrol                                           | gas                                              | gas(oline)                                   |
| queue up                                         | queue up / line up                               | line up                                      |
| rucksack                                         | knapsack                                         | backpack                                     |
| tap                                              | faucet / tap                                     | tap                                          |
| toilet / loo                                     | washroom                                         | restroom                                     |
| trainers                                         | runners                                          | sneakers                                     |
| workout trousers                                 | sweat pants                                      | track pants                                  |